# Kenta Hirose
Kenta Hirose (広瀬 健太?, Hirose Kenta; Shimane, 11 luglio 1985) è un cestista giapponese.

## Carriera
Con il Giappone ha disputato due edizioni dei Campionati asiatici (2011, 2015).